# Кашкин, Пётр Гаврилович
Пётр Гаври́лович Ка́шкин (1695 — 1 апреля 1764, Санкт-Петербург) — вице-адмирал русского флота.

## Биография
Единственный сын стольника Гавриила Васильевича Кашкина (1675—1702) и Марии Никифоровны Григорьевой. Состояние Кашкиных было незначительное, к тому же дела их были весьма запутаны. Потеряв отца, убитого в 1702 году шведами под Тарунью, в начале Северной войны, Пётр Гаврилович остался на попечении матери, на которую обрушились все тяготы по управлению имениями. В 1708 году Мария Никифоровна вышла замуж за полковника Ивана Гавриловича Гамильтона, овдовев, она вновь в 1712 году вышла замуж за капитана Лукьяна Терентьевича Мясоедова.
Пётр Гаврилович учился в навигаторской школе в Москве, откуда в 1715 году был переведён в Петербургскую морскую академию. После её завершения был отправлен в Венецию для практики в мореплавании, где проходил службу на галерах и принимал участие в сражениях с турецким флотом. После возвращения в Россию 1 (12) июля 1720 года был произведён в унтер-лейтенанты галерного флота. Работал на постройке адмиралтейства и нового Исаакиевского моста, строил суда в Брянске и принимал участие в войне с турками.
В кампанию 1721 года нёс службу на галерах.
C 11 (22) мая 1726 года был направлен на Бердянскую верфь, где до 1728 года руководил работами по строительству двух больших и трёх малых прамов, трёх остродонных и четырёх плоскодонных галер.
В русско-шведскую войну, в 1742—1743 годах командовал эскадрой галерного флота и был сильно ранен в ногу. Позже был директором адмиралтейской конторы, в 1759—1760 годах принимал участие в Мемельской экспедиции, построил в Мемеле плоскодонные суда для перевоза артиллерии и составил карты морского берега от Кёнигсберга до Пиллау.
В 1761 году назначен членом адмиралтейской коллегии, с этого момента Кашкин постоянно жил в Петербурге. В 1762 году Екатерина II пожаловала ему орден Св. Анны 1 степени, который он получил в день коронации. В феврале 1763 года Кашкин был произведён в вице-адмиралы и назначен директором Адмиральской Конторы. Но в новой должности он пробыл недолго, по здоровью Кашкин просил об отставке, но ответа на своё прошение не дождался: он умер 1 апреля 1764 года.

## Семья
С 1713 года был женат на Евфимии Фёдоровне Заборовской, дочери стольника, затем полковника и командира Тверского пехотного полка Фёдора Никитича Заборовского, имели трёх детей:
- Аристарх Петрович (1723—1795), тайный советник.
- Екатерина Петровна (173.—после 1782), была замужем за полковником И. А. Перхуровым.
- Евгений Петрович (1737—1796), генерал-аншеф.

- Аристарх Петрович, 
 сын
- Евгений Петрович, 
 сын